# Arraye-et-Han
Arraye-et-Han és un municipi francès situat al departament de Meurthe i Mosel·la i a la regió del Gran Est. L'any 2007 tenia 333 habitants.

## Demografia

### Població
El 2007 la població de fet d'Arraye-et-Han era de 333 persones. Hi havia 112 famílies, de les quals 28 eren unipersonals (28 dones vivint soles i 28 dones vivint soles), 32 parelles sense fills, 40 parelles amb fills i 12 famílies monoparentals amb fills.
La població ha evolucionat segons el següent gràfic:
Habitants censats

### Habitatges
El 2007 hi havia 123 habitatges, 117 eren l'habitatge principal de la família, 3 eren segones residències i 3 estaven desocupats. 118 eren cases i 4 eren apartaments. Dels 117 habitatges principals, 99 estaven ocupats pels seus propietaris, 16 estaven llogats i ocupats pels llogaters i 2 estaven cedits a títol gratuït; 2 tenien dues cambres, 8 en tenien tres, 32 en tenien quatre i 75 en tenien cinc o més. 92 habitatges disposaven pel capbaix d'una plaça de pàrquing. A 43 habitatges hi havia un automòbil i a 60 n'hi havia dos o més.

### Piràmide de població
La piràmide de població per edats i sexe el 2009 era:
| Homes | Edats   | Dones |
| ----- | ------- | ----- |
| 0     | 95 o +  | 0     |
| 0     | 90 a 94 | 0     |
| 0     | 85 a 89 | 0     |
| 4     | 80 a 84 | 8     |
| 4     | 75 a 79 | 4     |
| 4     | 70 a 74 | 12    |
| 12    | 65 a 69 | 16    |
| 0     | 60 a 64 | 8     |
| 0     | 55 a 59 | 4     |
| 12    | 50 a 54 | 4     |
| 8     | 45 a 49 | 0     |
| 12    | 40 a 44 | 4     |
| 28    | 35 a 39 | 24    |
| 8     | 30 a 34 | 20    |
| 12    | 25 a 29 | 0     |
| 0     | 20 a 24 | 4     |
| 12    | 15 a 19 | 8     |
| 48    | 10 a 14 | 32    |
| 32    | 5 a 9   | 8     |
| 12    | 0 a 4   | 4     |

## Economia
El 2007 la població en edat de treballar era de 191 persones, 148 eren actives i 43 eren inactives. De les 148 persones actives 137 estaven ocupades (75 homes i 62 dones) i 11 estaven aturades (6 homes i 5 dones). De les 43 persones inactives 17 estaven jubilades, 17 estaven estudiant i 9 estaven classificades com a «altres inactius».

### Ingressos
El 2009 a Arraye-et-Han hi havia 118 unitats fiscals que integraven 311 persones, la mediana anual d'ingressos fiscals per persona era de 18.190 €.

### Activitats econòmiques
Dels 10 establiments que hi havia el 2007, 3 eren d'empreses de construcció, 1 d'una empresa de comerç i reparació d'automòbils, 1 d'una empresa d'informació i comunicació i 5 d'empreses immobiliàries.
Dels 4 establiments de servei als particulars que hi havia el 2009, 1 era un paleta, 1 lampisteria i 2 agències immobiliàries.
L'any 2000 a Arraye-et-Han hi havia 7 explotacions agrícoles.

## Equipaments sanitaris i escolars
El 2009 hi havia una escola elemental integrada dins d'un grup escolar amb les comunes properes formant una escola dispersa.

## Poblacions més properes
El següent diagrama mostra les poblacions més properes.